# Charmosyna diadema
Charmosyna diadema é uma espécie possivelmente extinta de ave da família Psittaculidae. Era endêmica da Nova Caledônia.